# Chantelle
 Chantelle  es una población y comuna francesa, situada en la región de Auvernia, departamento de Allier, en el distrito de Moulins y cantón de Chantelle.

## Demografía
| 1147 | 1121 | 1069 | 1084 | 1043 | 1040 |
| Para los censos de 1962 a 1999 la población legal corresponde a la población sin duplicidades (Fuente: INSEE [Consultar]) |      |      |      |      |      |